# Foeniculum scoparium
Foeniculum scoparium, jedna od tri vrste komorača, biljke iz porodice štitarki. Opisana je 1957. Raste na sjeveru Čada (gorje Tibesti). i južnoj Libiji.